# Deipyle
Deipyle är ett släkte av skalbaggar. Deipyle ingår i familjen vivlar.
Kladogram enligt Catalogue of Life:
| Deipyle | \| \| Deipyle induta \| \| \| \| \| \| Deipyle seminuda \| \| \| \| |
|         | \| \| Deipyle induta \| \| \| \| \| \| Deipyle seminuda \| \| \| \| |
|         | Deipyle induta                                                      |
|         |                                                                     |
|         | Deipyle seminuda                                                    |
|         |                                                                     |